# De Beyer

Familiewapen van De Beyer

De Beyer is een oud Gelders geslacht dat later tot de burgerij behoorde en waarvan een lid in 1906 werd verheven in de Nederlandse adel.

## Geschiedenis
De stamreeks begint met Gerhard de Beyer die in 1498 ambtman en richter van Overbetuwe was en in 1501 overleed. In 1568 werd diens kleinzoon door Alva verbannen waarna hij zich te Wezel vestigde en er burgemeester werd; ook nageslacht vervulde daar bestuursfucties. De vijfde generatie keerde terug naar de Noordelijke Nederlanden, en verder nageslacht vervulde generaties lang de functie van burgemeester te Nijmegen.
Bij Koninklijk Besluit van 6 juni 1906 werd een directe nazaat van de stamvader, kolonel titulair Egbert Willem Justinus de Beyer (1855-1926) verheven in de Nederlandse adel.

## Enkele telgen
- Gerhard de Beyer (?-1501), ambtman en richter van de Overbetuwe.
  - Justinus de Beyer ([1497]-1558)
    - Arnold de Beyer (1544-1606), verbannen, raad, buurmeester, schepen en burgemeester van Wezel
      - Justinus de Beyer (1572-1638), raad, schepen en burgemeester van Wezel
        - Jacob de Beyer (1602-1646), vestigde zich in Amsterdam, president van het college van hoofdbewindhebbers van de West-Indische Compagnie
          - Justinus de Beyer (1635-1717), raad, schepen en burgemeester van Nijmegen, gedeputeerde ter Staten-Generaal
            - Mr. Jacob de Beyer (1677-1709), raad, schepen en burgemeester van Nijmegen
              - Mr. Justinus de Beyer, heer van de Kinkelenburg (1705-1772), raad, schepen en burgemeester van Nijmegen
                - Mr. Leonard de Beyer, heer van Hulzen (1742-1800), secretaris van en gerichtsschrijver te Nijmegen, bewoonde huis Hulsen te Hatert
                  - Philip Jacob de Beyer (1776-1835), controleur der in- en uitgaande rechten en accijnzen
                    - Mr. Justinus de Beyer (1821-1865), burgemeester van Renkum
                      - Jhr. Egbert Willem Justinus de Beijer (1855-1926), kolonel titulair, in 1906 veheven in de Nederlandse adel
                        - Jhr. Egbert Willem Justinus de Beijer (1884-1957), burgemeester van Oterleek
                          - Jhr. ir. Willem Egbertus Justinus de Beijer (1919-2000), ingenieur
                            - Jhr. ir. Egbert Henri Willem Justnus de Beijer (1948), ingenieur en chef de famille

                          - Jhr. dr. Justinus Maria de Beijer (1927-2005), cardioloog
                            - Jhr. Maurice Leonard Justinus de Beijer (1962), vermoedelijke opvolger als chef de famille